# Przedmoście Święte
Przedmoście Święte (niem. Bruch-Bischdorf) – przystanek osobowy w Przedmościu, na linii kolejowej nr 275 Wrocław Muchobór – Gubinek.

## Ruch pasażerski
| Rok  | Wymiana pasażerska na dobę |
| ---- | -------------------------- |
| 2017 | 150-199                    |
| 2022 | 150-199                    |

## Położenie
Przystanek osobowy Przedmoście Święte położony jest w centralnej części wsi Przedmoście, przy przejeździe kolejowo-drogowym kategorii A w ciągu drogi Przedmoście – Święte, kilometr od miejscowości Święte.

## Historia

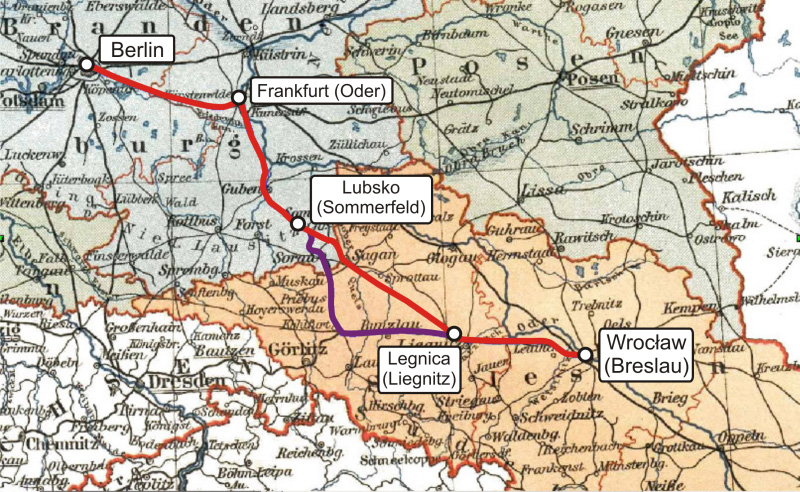
Przebieg linii Kolei Dolnośląsko-Marchijskiej

Dzisiejszy przystanek w Przedmościu powstał przy zbudowanej przez Kolej Dolnośląsko-Marchijską linii kolejowej z Wrocławia w kierunku Berlina i Drezna w latach 1843–1846. Odcinek Wrocław – Legnica, na którym leży przystanek, zaczęto budować 29 sierpnia 1843 roku, natomiast otwarto 19 października 1844 roku.
Przystanek w Przedmościu nie został uruchomiony wraz z linią, na której pierwszymi postojami handlowymi pociągów były wyłącznie Wrocław, Leśnica, Miękinia, Środa Śląska, Malczyce oraz Legnica.
Przypuszczalnie, przystanek został wybudowany pod koniec XIX wieku, podczas rozbudowy linii.
Na przedwojennych fotografiach przystanku widać, że na przystanku, przy torze w kierunku Wrocławia stał budynek ryglowy, mieszczący poczekalnię i kasę biletową. Podobna budowla znajdowała się na przystanku Mrozów. Przy torze w kierunku Legnicy znajdowała się strażnica przejazdowa.
W latach 1983–1984 na pierwszym odcinku linii kolejowej nr 275 (do Miłkowic) dokonano elektryfikacji wraz z remontem linii, m.in. wymianą szyn na bezstykowe. 28 grudnia 1984 roku przez przystanek Przedmoście Święte przejechał oficjalnie pierwszy pociąg elektryczny obsługiwany jednostką EN57.
Pierwotnie przystanek posiadał dwa niskie perony jednokrawędziowe o nawierzchni gruntowej. Budynki nie zachowały się po II wojnie światowej. W okresie PRL na przystanku ustawiono blaszane wiaty.
Podczas przebudowy odcinków Miękinia – Przedmoście Święte oraz Przedmoście Święte – Środa Śląska linii kolejowej nr 275, w ramach modernizacji paneuropejskiego korytarza transportowego E-30, w okresie od września 2003 do maja 2004 nadano obecny kształt przystanku – przebudowano układ torowy i sieć trakcyjną, dotychczasowe perony rozebrano, a w ich miejsce wzniesiono obecne wysokie perony jednokrawędziowe.

## Linie kolejowe
Przystanek leży na linii kolejowej nr 275 Wrocław Muchobór – Gubinek. Na odcinku, na którym zlokalizowano przystanek, jest to linia magistralna, dwutorowa, zelektryfikowana, normalnotorowa, znaczenia państwowego, objęta umowami AGC oraz AGTC.

## Infrastruktura

### Budynek dworca
Przystanek współcześnie nie posiada budynku dworcowego.

### Perony
Na przystanek Przedmoście Święte składają się dwa wysokie, jednokrawędziowe perony o wysokości 0,57 m ponad główkę szyny i długości użytkowej 200 m. Perony są zlokalizowane pomiędzy km 29,631 a 29,831 linii kolejowej nr 275. Nawierzchnia peronów jest utwardzona szarą kostką Bauma, natomiast krawędzie wykonane są z czerwonych płyt betonowych. Dojście na przystanek jest możliwe od strony przejazdu kolejowo-drogowego. Na peronach są ustawione ławki i wiaty przystankowe. Perony są wyposażone w oświetlenie, zegary oraz urządzenia megafonowe.

## Ruch pociągów
- Głogów
- Lubin
- Legnica
- Lubań Śląski
- Wrocław Główny
- Zgorzelec

Uwaga – wymieniono jedynie stacje docelowe (wg stanu na 06.12.2023 r.) połączeń pasażerskich, które realizują Koleje Dolnośląskie.